# وحيد محمد زاده
وحيد محمد زاده ((بالفارسية: وحید محمدزاده‏)؛ مواليد 16 مايو 1989 في مقاطعة ساوجبلاغ، إيران) هو لاعب كرة قدم إيراني يلعب مع نادي ذوب آهن أصفهان في دوري المحترفين الإيراني كمدافع. بدأ وحيد محمد زاده مسيرته الرياضية عام 2012 مع نادي مس رفسنجان.

## الإنجازات
ذوب آهن
- كأس حذفي (1): 2015–16
- كأس السوبر الإيراني (1): 2016

## روابط خارجية
- وحيد محمد زاده على موقع قاعدة بيانات كرة القدم.إي يو (الإنجليزية)
- وحيد محمد زاده على موقع Soccerway.com (الإنجليزية)
- وحيد محمد زاده على موقع عالم كرة القدم.نت (الإنجليزية)